# (22577) Alfiuccio
1998 HT51 (asteroide 22577) é um asteroide da cintura principal. Possui uma excentricidade de 0.14863650 e uma inclinação de 3.87025º.
Este asteroide foi descoberto no dia 30 de abril de 1998 por LONEOS em Anderson Mesa.